# Lynda Carpenito
Lynda Juall Carpenito-Moyet (1950) es una enfermera estadounidense. Es reconocida por haber creado, en 1983, el modelo bifocal, una estrategia para planes de enfermería que centra la atención en el paciente y permite detectar problemas en el cuidado. Promueve activamente el uso de los diagnósticos enfermeros y fue pionera en describir los problemas interdependientes en las prácticas médicas. Trabaja en Nueva Jersey, en un centro de salud para personas de bajos recursos. Suele dar conferencias y también se desempeña como profesora.

## Carrera
Lynda Carpenito estudió Enfermería y se graduó con honores en la Escuela Médica de Nueva Jersey en 1996.
En sus trabajos académicos, ha sostenido la importancia de que las enfermeras compartan una jerga profesional común, para realzar la importancia de su labor. Además, afirmó que «las enfermeras serán invisibles solo si quieren serlo». También se refirió a la responsabilidad de los enfermeros y en 2009 mencionó que, más que el término «diagnósticos de enfermería», sería preferible llamarlos «condiciones que necesitan cuidados de enfermería». De todos modos, puntualizó que constituyen un «marco de referencia» para la práctica profesional.
La enfermera también creó la categoría de «problemas colaborativos», es decir, aquellas complicaciones que los enfermeros atienden junto a los médicos. Dos ejemplos posibles serían la neumonía y las hemorragias.

### Modelo bifocal de práctica clínica
En 1983, Carpenito desarrolló el modelo bifocal de práctica clínica, una estrategia que enfatiza el trabajo en equipo entre los enfermeros y el personal médico en un marco interdisciplinario y estandariza los cuidados. Para diseñarlo, tomó en cuenta aquellas situaciones donde los primeros indican el curso de acción con autonomía y aquellas ocasiones donde trabajan junto a los doctores. Según sus palabras: «La prescripción del tratamiento definitivo corre a cargo de ambos, médico y enfermera». Este modelo además ayuda a delimitar un campo de acción propio para la práctica enfermera, diferenciada de otras profesiones de la salud y sirve tanto para el paciente como para el usuario sano.

## Obra seleccionada
- Planes de cuidados y documentación en enfermería (1994)[9]
- Diagnósticos de enfermería: aplicaciones a la práctica clínica (2002)[10]
- Understanding the Nursing Process: Concept Mapping and Care Planning for Students (2007)[11]
- Nursing Care Plans: Transitional Patient & Family Centered Care (2013)[12]
- Manual de diagnósticos enfermeros (2017, 15.ª edición)[13]